# Chris Mueller
Chris Mueller (* 6. März 1986 in West Seneca, New York) ist ein ehemaliger US-amerikanischer Eishockeyspieler, der im Verlauf seiner aktiven Karriere zwischen 2004 und 2021 unter anderem über 900 Spiele in der American Hockey League (AHL) auf der Position des Centers bestritten hat. Darüber hinaus absolvierte Mueller weitere 57 Partien für die Nashville Predators, Dallas Stars und New York Rangers in der National Hockey League (NHL).

## Karriere
Chris Mueller besuchte in seiner Jugend die Nichols School und lief für deren Eishockeyteam in einer regionalen High-School-Liga auf. Anschließend besuchte er für vier Jahre die Michigan State University, wobei er mit den Spartans in der Saison 2006/07 die Meisterschaft der National Collegiate Athletic Association (NCAA) gewann. Ohne in einem NHL Entry Draft berücksichtigt worden zu sein, war der Angreifer nach seiner College-Zeit für verschiedene Teams in Minor Leagues aktiv, für die Grand Rapids Griffins, Lake Erie Monsters und Milwaukee Admirals aus der American Hockey League (AHL) sowie für die Johnstown Chiefs und die Cincinnati Cyclones in der ECHL. Als Spieler der Milwaukee Admirals unterzeichnete er im Dezember 2010 einen Vertrag bei den Nashville Predators, dem Kooperationspartner der Admirals aus der National Hockey League (NHL). In der Folge kam der Center in den nächsten knapp zweieinhalb Jahren auf 37 NHL-Einsätze in Nashville, wurde jedoch weiterhin hauptsächlich in Milwaukee eingesetzt und vertrat die Admirals beim AHL All-Star Classic 2012.
Im Sommer 2013 wurde sein auslaufender Vertrag bei den Predators nicht verlängert, sodass sich der US-Amerikaner im Juli 2013 als Free Agent den Dallas Stars anschloss. Mit deren Farmteam, den Texas Stars, gewann er am Ende der Saison 2013/14 die AHL-Playoffs um den Calder Cup. Ebenfalls als Free Agent schloss sich Mueller im Juli 2014 den New York Rangers an, wo er hauptsächlich beim Hartford Wolf Pack eingesetzt wurde, bevor er in gleicher Art und Weise im Sommer 2015 zu den Anaheim Ducks und im Sommer 2016 zu den Arizona Coyotes wechselte. Bei diesen beiden Stationen erhielt er keine NHL-Einsatzzeit mehr, sondern spielte ausschließlich für die San Diego Gulls und die Tucson Roadrunners. Im Trikot der Roadrunners kam er in der Saison 2016/17 mit 67 Scorerpunkten aus 68 Spielen auf seine persönliche AHL-Bestleistung.
Im Juli 2017 unterzeichnete Mueller einen Zweijahresvertrag bei den Toronto Maple Leafs, mit deren Farmteam, den Toronto Marlies, er am Ende der Spielzeit 2017/18 seinen zweiten Calder Cup errang. Zur Saison 2019/20 schloss er sich als Free Agent den Tampa Bay Lightning an. Diese schickten ihn im Dezember 2019 im Tausch für Patrick Sieloff zurück zu den Anaheim Ducks, wo er bis zum Ende der Saison 2019/20 ausschließlich bei den San Diego Gulls zum Einsatz kam. In der Folge wechselte Mueller im Januar 2021 zu den Lehigh Valley Phantoms, wo er schließlich bis zum Ende der Spielzeit 2020/21 aktiv war und danach seine aktive Karriere beendete.

## Erfolge und Auszeichnungen
| - 2007 NCAA-Division-I-Championship mit der Michigan State University - 2012 Teilnahme am AHL All-Star Classic - 2014 Calder-Cup-Gewinn mit den Texas Stars | - 2018 Calder-Cup-Gewinn mit den Toronto Marlies - 2019 AHL Second All-Star Team |

## Karrierestatistik
(Legende zur Spielerstatistik: Sp oder GP = absolvierte Spiele; T oder G = erzielte Tore; V oder A = erzielte Assists; Pkt oder Pts = erzielte Scorerpunkte; SM oder PIM = erhaltene Strafminuten; +/− = Plus/Minus-Bilanz; PP = erzielte Überzahltore; SH = erzielte Unterzahltore; GW = erzielte Siegtore; 1 Play-downs/Relegation; Kursiv: Statistik nicht vollständig)